# Становское сельское поселение (Орловская область)
Становское се́льское поселе́ние — упразднённое муниципальное образование в Орловском районе Орловской области Российской Федерации.
Административный центр — деревня Становое.

## География
Расположено на северо-востоке Орловского района в 6 км от границы г. Орла (по трассе M-2 «Крым»).
Граничит:
- на севере и востоке: с Мценским районом
- на юго-востоке: с Троицким сельским поселением
- на юге: с Платоновским сельским поселением
- на западе: с Неполодским и Жиляевским сельскими поселениями

По территории сельского поселения протекает река Ока.

## История
С сентября 1941 по июль 1943 территория нынешнего Становского сельского поселения находилась под оккупацией войск Вермахта.
С июля по начало августа 1943 года здесь проходила фронтовая линия. Велись ожесточенные бои в рамках Орловской наступательной операции.
Изначально населенные пункты, ныне входящие в данное муниципальное образование, входили в состав Володарского района Орловской области. Затем, поскольку Володарский район был упразднён, 9 февраля 1963 года они перешли в состав Орловского района.
Статус и границы сельского поселения установлены Законом Орловского области от 28 декабря 2004 года № 466-ОЗ «О статусе, границах и административных центрах муниципальных образований на территории Орловского района Орловской области».
Законом Орловской области от 04.05.2021 № 2596-ОЗ к 15 мая 2021 года упразднено в связи с преобразованием муниципального района в муниципальный округ.

## Население
| 2010  | 2012  | 2013  | 2014  | 2015  | 2016  | 2017  |
| ----- | ----- | ----- | ----- | ----- | ----- | ----- |
| 3108  | ↗3185 | ↗3241 | ↗3277 | ↗3292 | ↘3286 | ↘3271 |
| 2018  | 2019  | 2020  | 2021  |       |       |       |
| ↘3232 | ↘3198 | ↘3160 | ↘2861 |       |       |       |

## Состав сельского поселения
| №  | Населённый пункт | Тип населённого пункта          | Население |
| -- | ---------------- | ------------------------------- | --------- |
| 1  | Борнякова        | деревня                         | 18        |
| 2  | Ботавина         | деревня                         | 84        |
| 3  | Высокое          | деревня                         | 4         |
| 4  | Жукова           | деревня                         | 7         |
| 5  | Заречная         | деревня                         | 65        |
| 6  | Зарощенский      | посёлок                         | 8         |
| 7  | Золотилова       | деревня                         | 21        |
| 8  | Ивановское       | деревня                         | ↗805      |
| 9  | Казначеево       | деревня                         | ↘104      |
| 10 | Какуринка        | посёлок                         | 5         |
| 11 | Клеймёново       | село                            | ↘118      |
| 12 | Кулига           | деревня                         | 10        |
| 13 | Ломовец          | село                            | 68        |
| 14 | Нелюбова         | деревня                         | 9         |
| 15 | Новая Слободка   | деревня                         | 61        |
| 16 | Паслово          | село                            | 60        |
| 17 | Плаутино         | деревня                         | 22        |
| 18 | Пронина          | деревня                         | 31        |
| 19 | Становое         | деревня, административный центр | ↗1204     |
| 20 | Хутор            | деревня                         | 1         |
| 21 | Хутор Яичкина    | деревня                         | 0         |
| 22 | Шепино           | деревня                         | ↘402      |

## Экономика
Большая часть трудоспособного населения работает в областном центре.
В д. Становое расположено предприятие, специализирующееся на обслуживании и ремонте сельскохозяйственной техники марки John Deere.
В поселении работают несколько мелких предприятий розничной торговли и общественного питания. В д. Пронино работает одноимённая горнолыжная туристическая база.
На территории поселения расположено несколько карьеров, на которых производится добыча песка.

## Транспортная инфраструктура
Автодороги
По территории муниципального образования проходит автодорога федерального значения — трасса М-2.
Также, пролегают автодороги областного и районного значения, качество дорожного покрытия которых оценивается как удовлетворительное.
Автодороги муниципального значения находятся в худшем состоянии, поскольку большинство из них не ремонтировалось со времен их постройки в годы СССР.
Железнодорожный транспорт
Вдоль д. Становое и д. Новая Слободка проходит Московская железная дорога с остановочным пунктом пл. 360 км.

## Памятники историко-культурного наследия
- Родовая усадьба Шеншиных в с. Клейменово, рядом с которой похоронен известный поэт-лирик А. А. Фет.
- Памятник воинам, погибшим в Великой Отечественной войне, в д. Становое.